# Vessel Monitoring System
Das Vessel Monitoring System (VMS) ist ein automatisches satellitengestütztes Überwachungssystem für Fischereifahrzeuge. Auf den Schiffen wird dazu eine Blue Box installiert. Diese sendet automatisch die Daten via Satellit an das Überwachungszentrum.
Die Überwachungsbehörden können auf diese Weise jeweils prüfen, ob sich das Fischereifahrzeug in einem ihm zugewiesenen Fanggebiet aufhält. Auch die meldepflichtigen Hafenaufenthalte des Schiffes können so ausgewertet werden.
Die Position bestimmt das Schiff aus dem Empfang von GNSS-Signalen. Je nach System überträgt die Blue Box die Daten an ein geostationäres Satellitensystem wie Inmarsat-C. Es unterscheidet sich vom Automatic Identification System, das als Kollisionsschutz und Überwachungssystem in Küstennähe konzipiert ist.
Seit 1998 sind Fischereifahrzeuge mit einer Länge von mehr als 24 Metern mit einem Vessel Monitoring System ausgerüstet.
Für EU-Schiffe über 15 Meter Länge ist das VMS vorgeschrieben – seit dem 1. Januar 2012 für Schiffe ab 12 Meter Länge, nach zuvor 15 Metern. Schiffe ähnlicher Größe aus Nicht-EU-Ländern müssen ein funktionsfähiges Satellitenortungsgerät an Bord installieren, wenn sie in Gemeinschaftsgewässern fahren.